# Saint-Georges (circonscription ontarienne)
Pour les articles homonymes, voir Saint-Georges.
Circonscription électorale provinciale du Canada
Saint-Georges est une ancienne circonscription provinciale de l'Ontario représentée à l'Assemblée législative de l'Ontario de 1926 à 1987.

## Géographie
Bordée par le lac Ontario face aux îles de Toronto, la circonscription consiste en un secteur central de la vieille ville de Toronto entre University Avenue et Parliament Street (en).

## Historique
| Législature                                                               | Années                                                         | Député                                                         | Député                                                         | Parti                                                          |
| St. George                                                                | St. George                                                     | St. George                                                     | St. George                                                     | St. George                                                     |
| Circonscription issue de Toronto-Nord-Ouest et Toronto-Sud-Est            | Circonscription issue de Toronto-Nord-Ouest et Toronto-Sud-Est | Circonscription issue de Toronto-Nord-Ouest et Toronto-Sud-Est | Circonscription issue de Toronto-Nord-Ouest et Toronto-Sud-Est | Circonscription issue de Toronto-Nord-Ouest et Toronto-Sud-Est |
| ------------------------------------------------------------------------- | -------------------------------------------------------------- | -------------------------------------------------------------- | -------------------------------------------------------------- | -------------------------------------------------------------- |
| 17e                                                                       | 1926-1929                                                      |                                                                | Henry Scholfield                                               | Conservateur                                                   |
| 18e                                                                       | 1929-1934                                                      |                                                                | Henry Scholfield                                               | Conservateur                                                   |
| 19e                                                                       | 1934-1937                                                      |                                                                | Ian Strachan                                                   | Libéral                                                        |
| 20e                                                                       | 1937-1943                                                      |                                                                | Ian Strachan                                                   | Libéral                                                        |
| 21e                                                                       | 1943-1945                                                      |                                                                | Dana Porter                                                    | Progressiste-conservateur                                      |
| 22e                                                                       | 1945-1948                                                      |                                                                | Dana Porter                                                    | Progressiste-conservateur                                      |
| 23e                                                                       | 1948-1951                                                      |                                                                | Dana Porter                                                    | Progressiste-conservateur                                      |
| 24e                                                                       | 1951-1955                                                      |                                                                | Dana Porter                                                    | Progressiste-conservateur                                      |
| 25e                                                                       | 1955-1958                                                      |                                                                | Dana Porter                                                    | Progressiste-conservateur                                      |
| 25e                                                                       | 1958-1959                                                      | Allan Lawrence                                                 |                                                                | Progressiste-conservateur                                      |
| 26e                                                                       | 1959-1963                                                      | Allan Lawrence                                                 |                                                                | Progressiste-conservateur                                      |
| 27e                                                                       | 1963-1967                                                      | Allan Lawrence                                                 |                                                                | Progressiste-conservateur                                      |
| 28e                                                                       | 1967-1971                                                      | Allan Lawrence                                                 |                                                                | Progressiste-conservateur                                      |
| 29e                                                                       | 1971-1972                                                      | Allan Lawrence                                                 |                                                                | Progressiste-conservateur                                      |
| 29e                                                                       | 1973-1975                                                      |                                                                | Margaret Campbell                                              | Libéral                                                        |
| 30e                                                                       | 1975-1977                                                      |                                                                | Margaret Campbell                                              | Libéral                                                        |
| 31e                                                                       | 1977-1981                                                      |                                                                | Margaret Campbell                                              | Libéral                                                        |
| 32e                                                                       | 1981-1985                                                      |                                                                | Susan Fish                                                     | Progressiste-conservateur                                      |
| 33e                                                                       | 1985-1987                                                      |                                                                | Susan Fish                                                     | Progressiste-conservateur                                      |
| Circonscription fusionnée avec St. David pour former St. George—St. David |                                                                |                                                                |                                                                |                                                                |